# 曼島銀行
曼島銀行（英語：Isle of Man Bank）是英國王權屬地曼島的一家銀行，為當地民眾提供私人、零售、商業銀行業務。曼島最早的銀行開業於1802年。現在的曼島銀行創建於1865年。曼島銀行現在是RBS集團的子公司之一。曼島銀行現在共有6家分行。

## 外部連結
- Isle of Man Bank （页面存档备份，存于）
- National Westminster Bank （页面存档备份，存于）
- The Royal Bank of Scotland Group （页面存档备份，存于）